# Koivusaari (Muonio F)
Koivusaari is een eiland in de Muonio, die de grens vormt tussen Zweden en Finland. Koivusaari  hoort bij Finland, heeft geen oeververbinding en is onbewoond.
De grens tussen Zweden en Finland is een aaneenschakeling van rivieren, waarvan de Torne de laatste is. Er zijn verschillende eilanden in de Muonio en de Torne die Koivusaari heten.
Kenttäsaari nabij Maunu · Alasaari nabij Karesuando · Kivisaari · Lintiputaansaari · Ungelosaari · Alasaari nabij Palojoensuu · Järämänsaari · Hirvassaari · Niittysaari · Koivusaari (Zweeds) · Palsarinsaari · Kenttäsaari ·  Alkkulasaari · Koivusaari (Fins) · Viiksinsaari · Rukomasaari · Ojasensaari · Luhtasaari · Laurukainen · Naapankisaari · Kihlangisaari · Iso Aareansaari · Vekarasaari · Kolarinsaari · Kokko · Väylänsaari · Pyysaari · Alanen · Lompolonsaari